# Kenny Peach
Kenny Peach, egentligen Kent Irén, är en svensk reggaeartist. Kenny Peach hade en stor sommarhit 1993 tillsammans med artisten Chilly White (Kent Westerberg) som hette "OK Fred". Låten är skriven av John Holt. Idag jobbar Kent som musiklärare  på Wenströmska gymnasiet i Västerås.

## Diskografi
Singlar
- 1993 – Chilly White & Kenny Peach – "OK Fred"

Album
- 1993 – Honkies pon the case